# Gregori Minobis i Puntonet
Gregori Minobis i Puntonet   (Figueres, 21 d'agost de 1933 - Montserrat, octubre 1965) fou un escriptor i teòleg, monjo de Montserrat des del 1952.
Va estudiar ensenyament primari i batxillerat al Col·legi Germans de les Escoles Cristianes de Figueres. A deu anys entra al Seminari de Girona on estudia Humanitats, Filosofia i Teologia. El Setembre de 1952 —en temps de l'Abat Aureli M. Escarré ingressa al Monestir de Montserrat per fer-se monjo benedictí. Després del curs de postulant i el de noviciat, estudia al mateix monestir un any de Filosofia i tres de Teologia. A l'octubre de 1958 un mes després d'haver estat ordenat sacerdot, es trasllada a Roma on es llicencia en Teologia i Filosofia amb la qualificació màxima al Col·legi Internacional de Sant Anselm. De retorn a Montserrat, desplega una gran activitat: imparteix classes de Teologia i Filosofia, escriu cròniques a la revista “Serra d'Or” i fa col·laboracions per a la revista “Qüestions de Vida Cristiana”. Poc després comença a organitzar els ‘Col·loquis' de Montserrat. Al Maig de 1963 marxa a Heidelberg per estudiar alemany i el mes de setembre del mateix any va a París per a obtenir el doctorat en Teologia, on coneix alguns professors de renom que refermen la seva trajectòria. De París torna a Montserrat malalt de limfogranuloma.
L'any 1966 es publica pòstumament el llibre “Coses dels Homes coses de Déu” (Col·lecció Blanquerna, Edicions 62 / Barcelona 1966) que és reeditat l'any 2016 amb motiu del 50è Aniversari de la seva mort, per l'Editorial PAMSA (Publicacions de l'Abadia de Montserrat). Va ser germà de la periodista Montserrat Minobis i Puntonet.